# STS-95
STS-95 est la vingt-cinquième mission de la navette spatiale Discovery, qui a la particularité d'avoir eu à son bord l'astronaute le plus âgé dans l'espace, John Glenn, le premier Américain à effectuer un vol orbital autour de la Terre dans le cadre de la mission Mercury-Atlas 6, en 1962, qui retournait dans l'espace à l'âge de 77 ans.

## Équipage
- Commandant : Curtis L. Brown (5)  États-Unis
- Pilote : Steven W. Lindsey (2)  États-Unis
- Spécialiste de mission : Scott E. Parazynski (3)  États-Unis
- Spécialiste de mission : Pedro Duque (1)  Espagne de l'ESA
- Spécialiste de mission : Stephen K. Robinson (2)  États-Unis
- Spécialiste de la charge utile : Chiaki Mukai (2)  Japon  du NASDA
- Spécialiste de la charge utile : John Glenn  (2)  États-Unis

Le chiffre entre parenthèses indique le nombre de vols spatiaux effectués par l'astronaute au moment de la mission.

## Paramètres de la mission
- Masse :
  - Navette à vide : 103 322 kg
  - Chargement : 11 130 kg
- Périgée : 550 km
- Apogée : 561 km
- Inclinaison : 28,45°
- Période : 96 min

## Objectifs
L'objectif de la mission était une mission Spacehab. Pedro Duque fut le 1er astronaute espagnol, John H. Glenn fut le 3e astronaute américain (1962), et cette année-là il avait 77 ans, ce qui le fait devenir l'astronaute le plus âgé à avoir séjourné dans l'espace.